# Jiří Vondráček (Leichtathlet)
Jiří Vondráček (* 9. September 1988) ist ein tschechischer Leichtathlet, der sich auf den Dreisprung spezialisiert hat.

## Sportliche Laufbahn
Jiří Vondráček bestritt in seiner bisherigen Karriere ausschließlich Wettkämpfe auf nationaler Ebene im In- und Ausland. Jedoch ist er national sehr erfolgreich, was er mit den Meistertiteln in den Jahren 2014, 2017 und 2020 im Freien sowie 2014 und 2015 sowie 2019 und 2020 unter Beweis stellt.

## Persönliche Bestleistungen
- Freiluft: 16,34 m (+0,7 m/s), 8. August 2020 in Pilsen
- Halle: 16,03 m, 16. Februar 2019 in Ostrava